# Muraveinea, Hluhiv
Muraveinea (în ucraineană Муравейня) este un sat în comuna Fotovîj din raionul Hluhiv, regiunea Sumî, Ucraina.

## Demografie
Componența lingvistică a localității Muraveinea
     Rusă (97,22%)
     Ucraineană (2,78%)
Conform recensământului din 2001, majoritatea populației localității Muraveinea era vorbitoare de rusă (97,22%), existând în minoritate și vorbitori de ucraineană (2,78%).